# Redoubt katonai temető
A Redoubt katonai temető (Redoubt Cemetery) első világháborús nemzetközösségi sírkert a Gallipoli-félszigeten.

## Története
A szövetséges csapatok 1915. április 25-26-án szálltak partra a Gallipoli-félszigeten azzal a céllal, hogy kikényszerítsék Törökország kilépését a háborúból, az új front megnyitásával pedig tehermentesítsék a nyugati frontot és utánpótlási utat nyissanak Oroszország felé.
A temető erődök (redoubt) láncról kapta a nevét, amelyet a törökök építettek a félsziget déli végén. A sírkertet a 2. Ausztrál Gyalogdandár kezdte használni 1915 májusában. A fegyvernyugvás után a temetőt kibővítették, és számos halott földi maradványait szállították át oda kisebb harctéri sírkertekből. A temetőben nyugvók közül 1393-at nem sikerült azonosítani. Az ismertek közül 614 brit, 15 ausztrál, hét új-zélandi, egy pedig indiai volt.